# Marita Ragonese
Marita Ragonese (* 23. Oktober 1957 in Köln) ist eine deutsche Schauspielerin und Theaterpädagogin (BuT).

## Werdegang
Ihre Schauspielausbildung absolvierte Ragonese an der Neuen Münchner Schauspielschule, ehe sie Aufgaben in Fernsehproduktionen wahrnahm. Bekanntheit erlangte sie vor allem als Nora Horowitz in der ARD-Serie Lindenstraße, die sie in der Zeit von April 1998 bis April 2003 verkörperte.
Seit 2005 arbeitet Ragonese als Theaterpädagogin am Theater Bonn. In dieser Tätigkeit inszenierte sie im Jahr 2008 mit jugendlichen Straftätern der JVA Siegburg das Stück Abstiegskampf zum Thema Fußball. Schirmherr des Projekts war Wolfgang Overath. 2012 inszenierte Ragonese Jörg Menke-Peitzmeyers Bühnenstück Getürkt in einer Koproduktion der Theater BAAL novo (Offenburg) und Bonn.

## Filmografie (Auswahl)
- 1991: Pizza Colonia
- 1993–2000: Stadtklinik (13 Folgen)
- 1994: Die Sieger
- 1998–2000: Die Wache (3 Folgen)
- 1998–2003: Lindenstraße (75 Folgen)
- 2004: Kalter Frühling (Fernsehfilm)